# 小行星5047
小行星5047（英語：5047 Zanda）是一颗围绕太阳公转的小行星。1981年3月2日，舒爾特·巴斯在赛丁泉山发现了此天体。
这颗小行星的绝对星等为27.52712905168303等。